# Martha Ofelia Galindo
Martha Ofelia Galindo Galván (Mazatlán, Sinaloa, 12 de julio de 1929) es una actriz y comediante mexicana. Es recordada por haber interpretado al personaje de la Maestra Canuta, en las series Cero en conducta (1999) y La escuelita VIP (2003).

## Biografía y carrera

### Primeros años
Martha Ofelia Galindo Galván nació el 12 de julio de 1929 en Mazatlán, Sinaloa. Tuvo un hermano adoptivo, el actor y cantante Ferrusquilla, quien era diez años mayor que ella.

### Inicios como actriz infantil
En 1935, su madre, que trabajaba como acomodadora en el Palacio de Bellas Artes, la inscribió a un concurso que buscaba actores infantiles para formar parte de la compañía nacional de teatro infantil de Bellas Artes. Galindo resultó ganadora del mismo, lo que la llevó a incursionar como actriz infantil a los seis años de edad, debutando en la obra teatral, Pinocho en el país de las maravillas.
En 1942, hizo su debut en el cine durante el transcurso de la Época de Oro del cine mexicano, participando en la película infantil de cine fantástico, Las aventuras de Cucuruchito y Pinocho, también comercializada como Aventuras de Cucuruchito y Pinocho, estrenada en 1943.

### Trabajo en teatro, cine y televisión
En 1958, desconociéndose la identidad del padre, dio a luz su única hija, la cantante de rock y blues Nina Galindo, situación por la que decidió abandonar el cine para poder cuidar de ella, optando por solo mantenerse activa en teatro.
Una vez que su hija creció lo suficiente, volvió al cine en 1970 con la cinta, El juego de Zuzanka. A partir de ese año, y hasta 1999, su carrera prosiguió con intervenciones secundarias en cine y televisión, destacando por proyectos como Gotita de gente (1978), Estas ruinas que ves (1979), Cachún cachún ra ra! (1981), Cementerio del terror (1985), Chiquita pero picosa (1986), Dos tipas de cuidado (1989), Marimar (1994), Si Dios me quita la vida (1995), y Mi pequeña traviesa (1997).

### Cero en conductayLa escuelita VIP
En 1999, luego de trabajar en Dr. Cándido Pérez con Jorge Ortiz de Pinedo, fue invitada por este último a personificar a la Maestra Canuta en su serie situacional, Cero en conducta, personaje con el que consagró su carrera al ser su papel más conocido. Tras la conclusión de dicha emisión en 2003, retomó a la Maestra Canuta en su serie de continuación, La escuelita VIP, la cual se empezó a emitir en 2004, y concluyó el mismo año.

### Proyectos y vida posterior
En 2009, participó en su última telenovela, Un gancho al corazón, luego de la cual se retiró por problemas de salud. No obstante, volvió en 2014, siendo invitada con una participación especial en la serie, María de todos los Ángeles.
En 2022, trabajó en su último proyecto, Cuarentones, una película de comedia donde se le dio un papel de apoyo. Desde ese año, se dio a conocer en redes sociales por los videos que empezó a grabar pidiéndole a las productoras de cine y televisión que la tomaran en cuenta a ella y a sus compañeros de edad avanzada para algún rol, peticiones que no dieron los frutos esperados.

## Filmografía

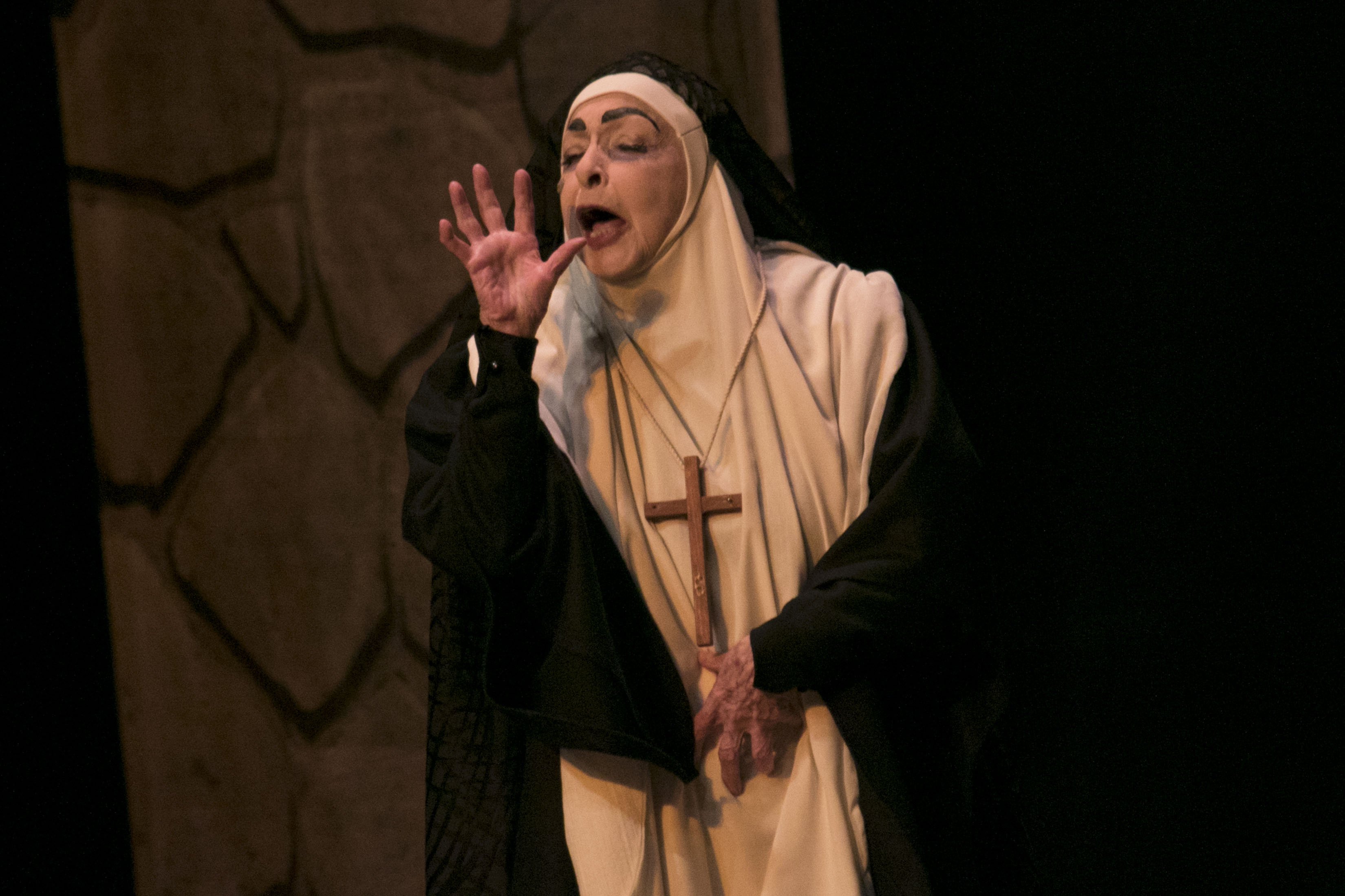
Galindo caracterizada como monja para la obra Don Juan Tenorio (2017).

### Cine
- Aventuras de Cucuruchito y Pinocho (1943) - duquesa Cucuruchito
- El juego de Zuzanka (1970)
- Estas ruinas que ves (1979) - Bertila Begonia
- Cementerio del terror (1985) - Madre de Usi y César
- Chiquita pero picosa (1986) - Madre Superiora
- Señoritas a disgusto (1989) - Lucillita
- Dos tipas de cuidado (1989)
- Cándido Pérez, especialista en señoras (1991) - Doña Socorrito
- Antojitos mexicanos (1992)
- Como tú me has deseado (2005)

### Televisión
- Gotita de gente (1978) - Teresa
- Honrarás a los tuyos (1979) - Concha
- Juegos del destino (1981) - Carmen
- Cachún cachún ra ra! (1981) - mamá de Petunia
- Las solteras del 2 (1988) - Minerva (1 episodio)
- Las aventuras de Capulina (1988) - (1 episodio)
- Baila conmigo (1992) - Lupe
- Dr. Cándido Pérez (1993) - Invitada (Último episodio)
- Marimar (1994) - Josefina
- Hasta que la muerte los separe (1994) - Nacha
- Si Dios me quita la vida (1995) - Gilda
- Mujer, casos de la vida real (1996-1998)
- Los hijos de nadie (1997) - Celes
- Mi pequeña traviesa (1997) - Chata
- Preciosa (1998) - Chata
- Gotita de amor (1998) - Leocadia
- Cero en conducta (1999-2003) - La maestra Canuta
- ¡Vivan los niños! (2002-2003) - Gorgonia «la rana Gorgonia»
- La escuelita VIP (2004) - Miss Canuta
- La esposa virgen (2005) - Mariana
- ¡Qué madre, tan padre! (2006) - Doña Magos
- La parodia (2006) - Maestra Canuta (1 episodio)
- La hora pico (2007) - Maestra Canuta/varios roles
- Un gancho al corazón (2009) - Bruja Bartola
- Qué pobres tan ricos (2013 - 2014) - Enriqueta «doña Queta»
- Como dice el dicho (2015) - Úrsula